# Tengőd
Tengőd község Somogy vármegyében, a Tabi járásban.

## Fekvése
Az Iregszemcse-Tab közti 6509-es út mentén helyezkedik el, az előbbi településhez közelebb, Somogy vármegye keleti határszélén. Közigazgatási területét egy aránylag rövid szakaszon érinti a Som-Daránypuszta és Kapoly között húzódó 6511-es út is.

## Nevének eredete
Neve besenyő eredetű, a Tenguld szó gazdagságot jelent.

## Története
Árpád-kori népességének középrétege katonáskodó, lóháton, jellegzetes nomád harcmodorban harcoló csoportokból állt, halottaikat is így temették el, melyről a Tengődön és Hékutpusztán feltárt sírok tanúskodnak. 
A település 1000 körül királyi birtok volt, egyik részét István király adományozta a szakcsi főesperességnek, a másikat a pécsi püspökségnek, majd 1138-ban II. Béla a dömösi prépostságnak adományozta a falut. 1263-ban egy újabb ajándékozáskor Tengőd környékének egy részét Mojs nádor részbirtokait szolgáival együtt az ábrahámi cisztercita apátságnak adta. A későbbiekben is számos birtokosa volt; a 15. században a Korothnay családé lett, akik nemesi kúriát is építettek Tengődön.
1543-ban egy pusztító járványban néptelenedett el a falu, de később újratelepült, mivel a török dézsmajegyzékbe már 20  nagytengődi és 13 kistengődi házat jegyeztek fel. A török hódoltság idején Ferdinánd király Bornemissza Mihálynak adta Tengődöt, de birtokosai később is gyakran cserélődtek. A település a hódoltság alatt református lett, de a jezsuiták erőteljes visszatérítési kísérletei miatt a református hitben maradók inkább áttelepültek a mai Kányára. 
Az 1696-os kamarai összeíráskor Tengőd a pápai pálosoké volt, tőlük később a herceg Esterházyak vásárolták meg. A kuruc harcok idején elnéptelenedett falut az Esterházyak telepítették újra, ekkor tértek vissza  a reformátusok is Kányáról, és újították fel az 1717-ben épített templomukat.

## Közélete

### Polgármesterei
- 1990–1991: Szabolcs Árpád (független)[3]
- 1991–1994: Vincze László (független)[4]
- 1994–1998: Ruzicska Zoltán (független)[5]
- 1998–2002: Id. Csicsmann Imre (független)[6]
- 2002–2006: Ifj. Lakos János (független)[7]
- 2006–2010: Lakos János (független)[8]
- 2010–2014: Lakos János (független)[9]
- 2014–2019: Lakos János (független)[10]
- 2019–2024: Lakos János (független)[11]
- 2024– : Szakályné Haba Ildikó (független)[1]

A településen az 1990-ben felállt önkormányzat első éve viharosan telt, több időközi választást kellett tartani, 1991. június 23-án, november 3-án és november 17-én, ezek között olyan is volt, amely az alacsony részvétel miatt érvénytelen volt. A hónapokkal korábban lemondott első polgármester helyére csak a november 17-i választáson sikerült utódot választania a település lakosainak.

## Népesség
A település népességének változása:
| Lakosok száma | 447  | 439  | 428  | 383  | 396  | 396  | 375  |
|               | 2013 | 2014 | 2015 | 2021 | 2022 | 2023 | 2024 |

A 2011-es népszámlálás során a lakosok 91,1%-a magyarnak, 1,9% cigánynak, 1,5% németnek, 0,2% románnak mondta magát (8,2% nem nyilatkozott; a kettős identitások miatt a végösszeg nagyobb lehet 100%-nál). A vallási megoszlás a következő volt: római katolikus 60,2%, református 16,7%, evangélikus 1,7%, felekezeten kívüli 9,1% (11,9% nem nyilatkozott).
2022-ben a lakosság 88,4%-a vallotta magát magyarnak, 4,3% németnek, 2,8% cigánynak, 0,3% bolgárnak, 0,3% szerbnek, 1,3% egyéb, nem hazai nemzetiségűnek (9,6% nem nyilatkozott; a kettős identitások miatt a végösszeg nagyobb lehet 100%-nál). Vallásuk szerint 25% volt római katolikus, 9,1% református, 1% evangélikus, 0,5% egyéb keresztény, 0,3% egyéb katolikus, 12,4% felekezeten kívüli (51,5% nem válaszolt).

## Nevezetességei
- Szent Péter és Pál apostolok templom
- Református templom

## Érdekességek
- Temesi Ferenc író Híd című regényének is egy Tengőd nevű település az egyik fő helyszíne, ez azonban nem azonos a somogyi községgel; a mű számos részlete alapján valószínű, hogy ténylegesen a Csongrád-Csanád vármegyei Kisteleknek feleltethető meg.